# Norðskáli
Norðskáli (IPA: [ˈnoːɹˌskɔaːlɪ], danska: Nordskåle) är ett samhälle på Färöarna, belägen på Eysturoys västkust på platsen där avståndet till Streymoy är som kortast. En bro förbinder de två öarna vid Norðskáli över sundet Sundini. Administrativt tillhör Norðskáli Sunda kommun och hade vid folkräkningen 2015 312 invånare Norðskáli nämns första gången 1584,  och trots sin ålder består dagens samhälle främst av nyare hus. Bron mellan de två öarna färdigställdes 1976 och detta har medfört tillväxt i både Norðskáli och grannbyn Oyrarbakki.

## Befolkningsutveckling
| Befolkningsutvecklingen i Norðskáli 1985–2015 | Befolkningsutvecklingen i Norðskáli 1985–2015 | Befolkningsutvecklingen i Norðskáli 1985–2015 | Befolkningsutvecklingen i Norðskáli 1985–2015 | Befolkningsutvecklingen i Norðskáli 1985–2015 |
| --------------------------------------------- | --------------------------------------------- | --------------------------------------------- | --------------------------------------------- | --------------------------------------------- |
|                                               |                                               |                                               |                                               |                                               |
| År                                            |                                               |                                               | Folkmängd                                     |                                               |
| 1985                                          | 1985                                          |                                               | 190                                           |                                               |
| 1990                                          | 1990                                          |                                               | 205                                           |                                               |
| 1995                                          | 1995                                          |                                               | 179                                           |                                               |
| 2000                                          | 2000                                          |                                               | 207                                           |                                               |
| 2005                                          | 2005                                          |                                               | 257                                           |                                               |
| 2010                                          | 2010                                          |                                               | 290                                           |                                               |
| 2015                                          | 2015                                          |                                               | 312                                           |                                               |
|                                               |                                               |                                               |                                               |                                               |

## Personligheter
- Adelborg Linklett, skådespelerska.